# Miss Bolivia 2020
Miss Bolivia 2020 fue la 41.ª edición de Miss Bolivia. Se llevó a cabo el 14 de noviembre de 2020 en el estudio 5 de la Red UNO en Santa Cruz de la Sierra. 21 candidatas compitieron por el título. Al final del evento, Fabiana Hurtado, Miss Bolivia 2019, coronó a Lenka Nemer D'rpic, como su sucesora. Nemer representó al país en Miss Universo 2020.

## Resultados

### Miss Bolivia Universo
- La candidata ganó en un concurso internacional.
- La candidata fue finalista en un concurso internacional.
- La candidata fue semifinalista o cuartofinalista en un concurso internacional.
- No clasificó

| Posiciones                                           | Departamento/Candidata                         |
| Miss Bolivia Universo 2020                           | Miss La Paz - Lenka Nemer D'rpic               |
| Miss Bolivia Internacional 2020                      | Pando - Carolina Fernández Menacho (Δ)         |
| Primera Finalista (Miss Supranacional Bolivia 2021)  | Miss Cochabamba - Luz Elva Claros Gallardo     |
| Segunda finalista (Miss Grand Bolivia 2020)          | Srta. Santa Cruz - María José Terrazas León    |
| Tercera finalista (Miss Tourism Global Bolivia 2020) | Miss Litoral - María José Arana Medina         |
| Cuarta finalista                                     | Miss Santa Cruz - María José Hurtado Ferrufino |
| Quinta finalista (Miss Bolivia Landscapes 2020)      | Miss Tarija - Estefanía De los Ríos Ruiz       |
| Sexta finalista (Miss Grand Bolivia 2020)            | Miss Residentes - Teresa Bridge Sánchez Añez   |

(Δ) Fue elegida por el voto del público en Internet

### Miss Bolivia Mundo
| Posiciones                  | Departamento/Candidata                      |
| Miss Bolivia Mundo 2020     | Miss Beni - Alondra Mercado Campos          |
| Virreina Bolivia Mundo 2020 | Miss Cochabamba - Luz Elva Claros Gallardo  |
| Primera finalista           | Srta. Chuquisaca - Monserrath Soruco Soruco |

## Representaciones internacionales
| Candidata                       | Concurso Internacional               | País/Sede      | Resultados/Reconocimientos  |
| Lenka Nemer Drpić               | Miss Universo 2020                   | Estados Unidos | Mejor Proyecto de Impacto   |
| Alondra Mercado Campos          | Miss Mundo 2021                      | Puerto Rico    | No clasificó                |
| Alondra Mercado Campos          | Miss Charm 2023                      | Vietnam        | No clasificó                |
| Carolina Fernández Menacho      | Miss Internacional 2020-2021         | Japón          | No clasificó                |
| Carolina Fernández Menacho      | Reina Hispanoamericana 2021          | Bolivia        | Top 12 - Semifinalista      |
| Luz Elva Claros Gallardo        | Miss Supranacional 2021              | Polonia        | No clasificó                |
| Luz Elva Claros Gallardo        | Miss Turismo Internacional 2020-2021 | Tailandia      | Cuarta finalista            |
| Teresita Bridge Sánchez Añez    | Miss Grand Internacional 2020        | Tailandia      | No clasificó                |
| Teresita Bridge Sánchez Añez    | Miss Top Model of the World 2022     | Arabia Saudita | Cuarta finalista            |
| Estefanía De los Ríos Ruiz      | Miss Landscapes Internacional 2021   | Tailandia      | Por competir                |
| Claudia Valeria Antezana Rivero | Miss Environment Internacional 2022  | India          | No clasificó                |
| María José Arana Medina         | Miss Turismo Global 2021             | Egipto         | Por competir                |
| Nayra Fernanda Rodríguez Mamani | Miss Teen Americas 2021              | El Salvador    | No clasificó                |
| Belén Karageorge Rousseau       | Miss Piel Dorada Internacional 2022  | México         | No clasificó - Mejor Cuerpo |
| Belén Karageorge Rousseau       | Reinado Internacional del Cacao 2022 | Venezuela      | Top 10                      |

## Áreas de competencia

#### Concentración
Las actividades inician oficialmente con la llegada de las 21 candidatas al Hotel Yotau donde estarán alojadas todo el periodo que dure el programa del concurso. 

#### Presentación Oficial
El evento de presentación oficial de las candidatas a los medios de comunicación social se realizó el martes 3 de noviembre en Hard Rock Café.
Las 21 participantes hicieron su presentación y la tónica de su departamento y desfilaron ante la prensa y televisión. 

#### Final
La gala final del miss Bolivia 2020 será el sábado 14 de noviembre, sin público presencial, por lo que será transmitida en vivo para toda Bolivia desde los estudios de la Red Uno, además se transmitirá vía Internet para todos los países.
El día 10 de noviembre las 21 candidatas se entrevistaron con el panel de jurados y en privado, quienes tomaron en cuenta la impresión general de las chicas y seleccionar así a las finalistas.
Durante la gala final las candidatas serán evaluadas por un Jurado final en las áreas de:
- Opening, donde las 21 candidatas desfilan en presentación de sus trajes típicos o alegóricos representando a su región.
- Las 21 candidatas desfilan en una ronda en traje de baño (similares para todas).
- Posteriormente, las mismas desfilan en traje de noche (elegidos al gusto de cada concursante).
- Basado en el desenvolvimiento en las áreas mencionadas, el jurado elegirá las ocho (8) finalistas de la noche.
- Las ocho (8) finalistas serán sometidas a una ronda de preguntas acerca de temas de actualidad.
- Basado en las respuestas y  calificaciones el jurado determinara las posiciones finales y a la ganadora, Miss Bolivia 2020.

#### Jurado

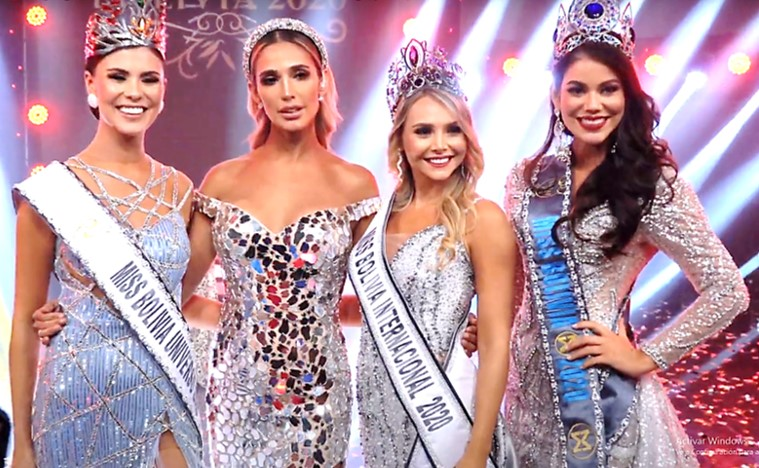
Ganadoras del Miss Bolivia 2020

El comité de selección estuvo integrado por:
- Regina Peredo, modelo, reina de belleza mexicana, Reina Hispanoamericana 2019
- Carla Forti, tarijeña Reina Internacional de la Caña 1995
- Karla Revollo, comunicadora social, periodista de investigación en salud y Srta Litoral 1997.
- Eddy Luis Franco, comunicador social, Gerente general de ENTEL Bolivia.
- Angelica Sosa, alcaldesa municipal de Santa Cruz de la Sierra.
- Olga Mireya García Rojas, artista plástico cochabambina.

## Títulos previos
| TÍTULO                                 | DEPARTAMENTO     | CANDIDATA                       |
| Miss Deporte Patra                     | Miss La Paz      | Lenka Nemer Drpić               |
| Miss Personalidad UDABOL               | Miss Pando       | Carolina Fernández Menacho      |
| Favorita Entel                         | Miss Pando       | Carolina Fernández Menacho      |
| Chica AmasZonas                        | Miss Beni        | Alondra Mercado Campos          |
| Mejor Sonrisa Orest                    | Miss Beni        | Alondra Mercado Campos          |
| Embajadora Nueva Santa Cruz            | Miss Pando       | Carolina Fernández Menacho      |
| Miss Silueta Serenity                  | Miss La Paz      | Lenka Nemer Drpić               |
| Mejor Bronceado                        | Srta. Santa Cruz | María José Terrazas             |
| Mejor Traje Típico                     | Miss Pando       | Carolina Fernández Menacho      |
| Miss Fotogénica                        | Miss Cochabamba  | Luz Elva "Luvi" Claros Gallardo |
| Miss Talento Mañanero                  | Miss Cochabamba  | Luz Elva "Luvi" Claros Gallardo |
| Mejor Rostro Páginas Nacionales        | Miss La Paz      | Lenka Nemer Drpić               |
| Mejor Proyecto «Belleza con Propósito» | Miss Tarija      | Estefanía De Los Rios           |
| Miss Amistad y Simpatía                | Miss Residentes  | Teresita Sánchez                |

## Candidatas
21 candidatas compitieron por el título.
(En la tabla se utiliza su nombre completo, los sobrenombres van entrecomillados y los apellidos utilizados como nombre artístico, entre paréntesis; fuera de ella se utilizan sus nombres «artísticos» o simplificados).
| Candidata        | Nombre                                | Edad | Estatura        | Ciudad de Origen        |
| ---------------- | ------------------------------------- | ---- | --------------- | ----------------------- |
| Miss Beni        | Alondra Mercado Campos                | 19   | 1,70 m (5′ 7″)  | Trinidad                |
| Srta. Beni       | Ghilian Algarañaz Alba                | 21   | 1,72 m (5′ 8″)  | Santa Cruz de la Sierra |
| Miss Chuquisaca  | Wendy Matienzo Arancibia              | 20   | 1,72 m (5′ 8″)  | Villa de Mojocoya       |
| Srta. Chuquisaca | Monserrath Soruco Soruco              | 23   | 1,68 m (5′ 6″)  | Sucre                   |
| Miss Cochabamba  | Luz Elva Claros Gallardo              | 25   | 1,69 m (5′ 7″)  | Cochabamba              |
| Srta. Cochabamba | Nayra Fernanda Rodríguez Mamani       | 19   | 1,74 m (5′ 9″)  | Tarata                  |
| Miss Illimani    | Catalina Cuellar Loza                 | 17   | 1,74 m (5′ 9″)  | Ciudad de La Paz        |
| Miss La Paz      | Lenka Nemer Drpić                     | 23   | 1,75 m (5′ 9″)  | Ciudad de La Paz        |
| Srta. La Paz     | Erika Salas Alvarez                   | 23   | 1,67 m (5′ 6″)  | Yacuiba                 |
| Miss Litoral     | María José Arana Medina               | 21   | 1,74 m (5′ 9″)  | Santa Cruz de la Sierra |
| Srta. Litoral    | Belén Karageorge Rousseau             | 23   | 1,67 m (5′ 6″)  | Los Baures, Beni        |
| Miss Oruro       | Yessenia Fuentes Condarco             | 22   | 1,80 m (5′ 11″) | Ciudad de Oruro         |
| Srta. Oruro      | Valeria Belén Nava Navarro            | 25   | 1,68 m (5′ 6″)  | Ciudad de Oruro         |
| Miss Pando       | Carolina Fernández Menacho            | 23   | 1,64 m (5′ 5″)  | Cobija                  |
| Miss Potosí      | Claudia Valeria Antezana Rivero       | 27   | 1,72 m (5′ 8″)  | Potosí                  |
| Srta. Potosí     | Stephany Anais Pillco Calvimontes     | 24   | 1,76 m (5′ 9″)  | Puna                    |
| Miss Residentes  | Teresa Bridge "Teresita" Sánchez Añez | 20   | 1,82 m (6′ 0″)  | Madrid                  |
| Miss Santa Cruz  | María José Hurtado Ferrufino          | 21   | 1,77 m (5′ 10″) | Camiri                  |
| Srta. Santa Cruz | María José Terrazas León              | 23   | 1,71 m (5′ 7″)  | Santa Cruz de la Sierra |
| Miss Tarija      | Estefanía De los Ríos Ruiz            | 24   | 1,75 m (5′ 9″)  | Cercado                 |
| Srta. Tarija     | Milena Copa                           | 24   | 1,68 m (5′ 6″)  | Bermejo                 |

### Suplencias
- Kaithlyn Da Rocha Ferreira (Srta Cochabamba) renunció a su título por motivos netamente personales. Por lo que Nayra Rodriguez (Miss Valle) asumió su lugar.

### Designaciones
Debido al impacto de la Pandemia de COVID-19 varias organizaciones departamentales decidieron designar a sus representantes rumbo al concurso Miss Bolivia 2020
- Alondra Mercado (Miss Beni) y Ghilian Algarañaz (Srta. Beni) fueron designadas por la organización del mayor evento de belleza en suelo beniano.

- Wendy Matienzo (Miss Chuquisaca) y Monserrath Soruco (Srta. Chuquisaca) fueron seleccionadas internamente por la organización chuquisaqueña.

- Yessenia Fuentes (Miss Oruro) y Valeria Nava (Srta. Oruro) fueron designadas por la empresa Black and White dueña de la franquicia en Oruro.

- Carolina Fernandez Menacho (Miss Pando) fue designada tras no haberse realizado la final departamental.

- Teresita Sanchez (Miss Residentes) fue designada por la Organización de Promociones Gloria, para representar a los residentes bolivianos en España.

- Estefania De Los Ríos (Miss Tarija) y Milena Copa (Srta. Tarija) fueron designadas de manera directa por la organización Tarijeña.

## Datos acerca de las candidatas
- Algunas de las delegadas del Miss Bolivia 2020 han participado, o participarán, en otros certámenes regionales, nacionales e internacionales de importancia:
  - Alondra Mercado (Miss Beni) fue Reina del Carnaval Trinitario 2019.
  - Ghilian Algarañaz (Srta. Beni) fue Virreina de los residentes Benianos en Santa Cruz 2019.
  - Wendy Matienzo (Miss Chuquisaca) participó en Miss Teen International 2019.
  - Luz Claros (Miss Cochabamba) fue Reina del Carnaval Cochabambino 2018.
  - Lenka Nemer Drpić (Miss La Paz) fue Miss Líbano Bolivia 2019.
  - Carolina Fernandez (Miss Pando) fue Reina del Carnaval Pandino 2015.
  - Anais Pillco (Srta. Potosí) fue Reina del Carnaval de Ch'utillos 2011 y es Miss Puna 2020.
  - Maria José Hurtado (Miss Santa Cruz) fue Reina de Camiri 2016 y representó a Bolivia en el Miss Model of the World 2019.

- Algunas de las delegadas nacieron o viven en otro departamento, región o país al que representarán, o bien, tienen un origen étnico distinto:
  - Guilian Algarañaz (Srta. Beni), nació y reside en Santa Cruz.
  - Teresa Sánchez (Miss Residentes), nació en Santa Cruz, pero reside en Madrid, España.
  - Lenka Nemer Drpić (Miss La Paz), tiene ascendencia libanesa y croata.

- Otros datos significativos de algunas delegadas:
  - Lenka Nemer (Miss La Paz) es una reconocida modelo y es hermana de Miss Bolivia Tierra 2015, Vinka Nemer.
  - Valeria Nava (Srta. Oruro) es hermana de Miss Altiplano 2016, Adriana Nava.
  - Anais Pillco (Srta. Potosí) es hermana de Miss Potosí 2016, Tatiana Pillco.
  - Tres participantes tienen el mismo nombre María José Arana (Miss Litoral), María José Hurtado (Miss Santa Cruz) y María José Terrazas (Srta. Santa Cruz) por lo que algunas  veces existe confusión.
  - La candidata con mayor edad al momento de la elección fue Miss Potosí con 27 años. Y la candidata con menor edad fue Miss Illimani con 17 años de edad.
  - La candidata con mayor estatura es Miss Residentes con 1.82 m y la candidata con menor estatura es Miss Pandocon 1.64 m.

## Debuts, regresos y retiros en el Miss Bolivia 2020
- Regresos
  - Miss Residentes que participó por última vez en 2018.
- Retiros 
  - Srta. Pando y Miss Perla del Acre títulos del departamento de Pando no participan en esta edición  del Miss Bolivia.

## Candidatas que no participaron en Miss Bolivia 2020
Las candidatas que fueron elegidas en sus concursos departamentales, o bien fueron designadas, pero que no participaron en el concurso nacional fueron:
| Candidata           | Nombre                 | Edad | Estatura        | Ciudad de Origen |
| ------------------- | ---------------------- | ---- | --------------- | ---------------- |
| Miss Altiplano      | Alejandra García López | 23   | 1,68 m (5′ 6″)  | Ciudad de Oruro  |
| Miss Capital        | Alexa Sánchez Rojas    | 24   | 1,80 m (5′ 11″) | Sucre            |
| Miss Valle          | Diana Ayoroa           | 24   | 1,70 m (5′ 7″)  | Cochabamba       |
| Miss Villa Imperial | Kimberly Quiroz Zárate | 22   | 1,65 m (5′ 5″)  | Ciudad de Potosí |